# Bělá pod Pradědem
Bělá pod Pradědem é uma comuna checa localizada na região de Olomouc, distrito de Jeseník.